# Aryna Martynawa
Aryna Siarhiejeuna Martynawa (błr. Арына Сяргееўна Мартынава; ur. 28 lutego 2003) – białoruska zapaśniczka startująca w stylu wolnym. Zajęła dwunaste miejsce na mistrzostwach świata w 2023.
Piąta na mistrzostwach Europy w 2025. Trzecia na MŚ U-23 w 2023. Pierwsza na ME U-23 w 2025. Mistrzyni świata juniorów w 2023 i druga w 2021. Trzecia na MŚ i ME kadetek w 2021 roku.